# Gullmarsbasen
Gullmarsbasen (GullB) eller Gullmarens örlogsdepå (Ögull) är en marinbas inom svenska marinen som verkat i olika former sedan 1953. Basen ligger i Gullmarsfjorden i Skredsvik.

## Historik
Under andra världskriget fanns det planer på att anlägga en marinbas i Skredsvik. Dock kom planerna inte att realiseras förrän under 1950-talet. År 1950 tillsattes en utredningskommitté inom Västkustens marindistrikt (MDV) i syfte med att utreda flottans bas- och underhållstjänst på Västkusten. I sin utredning kom kommittén fram till att Gullmarsfjorden var den lämpligaste platsen. I juli 1951 prövades frågan om markförvärv i Gullmarsfjorden, och från den 1 oktober 1952 hyrdes hemmanet Ramdalen, vilket följdes av att staten köpte området i augusti 1953 för 100 000 kronor.
Den 1 januari 1953 övertog Marinen de byggnader som fanns och anpassade dem för egna ändamål. Bland annat byggdes "Stora Villan" om till militärrestaurang, vidare byggdes marinbasen ut med förläggningsbaracker, mässar, marketenteri, riktarhall, signalskola och skjutbanor. I samband med att 12. helikopterdivisionen omlokaliserades till Säve depå, kom ett antal barackbyggnader att flyttas 1969 till Gullmarsbasen från Torslanda flygfält. Den hamn som byggdes kom att utgöras åren 1956–1984 av en flytande pontonkaj gjord av skrovet av HMS Manligheten. Då HMS Manligheten förkortades "MA", kom pontonkajen kallas för "Emma". Under 1950-talet köpte staten mer mark runt marinbasen. Bland annat inköptes Cederslunds herrgård. Marinen ville anpassa skyddet mot kärnvapen, samt hade planer på att bygga en liknande marinbas som Musköbasen på Västkusten. Dock kom aldrig några fartygstunnlar att anläggas, utan av de ursprungliga planerna kom endast skyddsrum, min- och torpedförråd samt en verkstadstunnel anläggas insprängda i berget.
Den 5 september 2019 överlämnade chefen för Marinbasen, kommendör Håkan Nilsson, garnisonsansvaret för Gullmarsbasen till chefen för Försvarsmedicincentrum överste Peter Fredriksson. Bakgrund och anledning var att det närmsta förbandet ska ha ansvar för skjutfält och garnisonsansvar för förband på det geografiska närområdet.

## Förband vid Gullmarsbasen
Inledningsvis var marinbasen endast en sommarbas och användes mellan april och november. I samband med att Göteborgsavdelningen upplöstes, kom minsveparna ur avdelningen att bilda 6. minröjningsavdelningen, vilken förlades till Gullmarsbasen. Marinbasen kom även att fungera som bas för fartyg som låg i malpåse, bland annat låg jagarna HMS Göteborg och HMS Stockholm i malpåse vid basen. Från den 1 juli 1992 tillkom ett arméförband till basen, det då Bohusdalgruppen omlokaliserades från Uddevalla.
| Förbandskod   | Förbandsnamn           | Aktivt | Kommentar                                   |
| ------------- | ---------------------- | ------ | ------------------------------------------- |
| 44. röjdykdiv | 44. röjdykardivisionen | 1954–  | Detachement till Fjärde sjöstridsflottiljen |
| BDG           | Bohusdalgruppen        | 1992–  | Omorganiserades 1992 från Uddevalla.        |